# ドウェイン・ジョンソン
ドウェイン・ジョンソン（Dwayne Douglas Johnson、1972年5月2日 - ）は、アメリカ合衆国の俳優、声優、映画プロデューサー、実業家、プロレスラー。リングネームのザ・ロック（The Rock）としても知られる。プロレスラー時代は絶大な人気を誇り、2022年の年収は約2.3億ドル（約300億円）となり「世界で最も稼いだ俳優」1位にランクインした。近年は自主ブランドのエナジードリンクやテキーラなども販売し莫大な利益を上げている。

## 人物
カリフォルニア州ヘイワード出身、ホームタウンはフロリダ州マイアミ。祖父、父共に名プロレスラーであり、三世プロレスラーとして知られる。2001年のハムナプトラ2で映画俳優としてデビューし、2003年から本格的に俳優としての活動を開始した。プロレスやアメフトのバックグラウンドを生かし、俳優への本格転向後も役作りに必要ならばビルドアップした肉体やアクションを見せている。なお2011年の復帰以降もWWE公式サイトでは体重260ポンド（約118kg）とされている。
ザ・ロックとして「偉大な男（The Great One）」、「全ての娯楽界一シビれる男（The Most Electrifying man in All of Entertainment）」、「皆の王者（The People's Champion）」、「猛牛（The Brahma bull、ブラフマ・ブル）」、「ロッキー（Rocky）」など数多くのニックネームを持つ。猛牛のモチーフはオリジナルデザインの王座ベルトやグッズにも用いられている他、右肩には彼の象徴でもある片眉を吊り上げた表情（ピープルズ・アイブローとも言われる）をした赤目の猛牛のタトゥーが施されてある。モデルは子供の頃から好きだったというインド牛で、粘り強いが、同時にやさしく、感受性も豊かという意味が込められている。また2003年頃から、左半身を中心にサモアの伝統的な刺青を加え続けている。なお、日本においては「ロック様」と呼称されることが多いが、これは自らを三人称（The Rock）で語る口調をWWEの字幕放送を行っているJ SPORTSおよび翻訳会社のルミエールがそのように訳したことから始まるとされる。
プロレスラーとしては、WWE（当時WWF）デビュー当初こそ凡庸なキャラクターで観客の不評を買ったが、徐々に精悍な顔立ちに高い身体能力と優れたマイクパフォーマンスの能力を発揮していき、わずか数年で高い人気を獲得した。試合中、リング外を問わず観衆を沸かせることに非常に長け、グラウンド的なレスリングスキルの意味に限定されない高いレベルの総合的なプロレスのセンスを持っていた。特にスティーブ・オースチンのスタナーなどの技を受けた際に、身体能力を活かし派手に跳ね上がるような受け身を行うのも特徴的であった。
俳優としても、コミカルな演技やアクションシーンなどで、プロレスラーとしての経験が発揮されている。活動当初はB級映画への出演や脇役が多かったものの、2009年の『ウィッチマウンテン』のヒットを契機に、2010年代からは着々と大作への出演が増えていき、2013年にはフォーブス調査のハリウッドスターの収入ランキングで5位に入った。以降、現在まで上位に座り続け、ハリウッドスターとしての地位を確かなものにしている。また2013年の『オーバードライブ』を皮切りに、徐々に製作側として参加することも増えている。日本でもワイルド・スピードシリーズなどの出演により、肉体派アクション俳優としてプロモーションされる機会が増えている。
1990年代末から2000年代初頭の活躍によりすでにプロレスラーとしては成功し切っていることもあり、インタビューで引退をほのめかすような言葉を口にすることもあった。2019年まで正式にプロレスラーとしての引退を宣言してはいなかったが、その時点においても基本的には俳優としての活動が主であり、俳優としても評価され契約から万が一にも怪我出来ないため、2011年のWWE復帰後もレッスルマニアなどの大舞台での散発的な試合復帰に留まっていた。事故が起きる可能性も考慮され、自分で車も運転出来ないという。
娘に女子プロレスラーのシモーネ・ジョンソン（エイヴァ・レイン）がいる。

## 来歴

### 青春期
母方の祖父はハワイマットの重鎮で伝説のサモア人レスラー、"ハイ・チーフ" ピーター・メイビア。父も絶大な人気を誇った黒人レスラー、"ソウルマン" ロッキー・ジョンソンというレスラーの家庭に生まれ育つ。どんな人種にも見える彼の独特の肌は、このサモア系と黒人のハーフという珍しい血統による。
元々はプロレス志望ではなく、ハイスクール時代からアメリカンフットボール選手として活躍し、多くの大学からのスカウトを受け、その中のマイアミ大学に進学。怪我に悩まされながらも同校のチーム「ハリケーンズ」でディフェンシブラインの花形選手として活躍し、1991年シーズンのオレンジボウルで勝利した。学業では犯罪学を学ぶ。卒業後はNFLを目指すが、指名が掛からずカナダのフットボールリーグCFLでNFL入りを目指すも、1年ほどの酷い生活の中で解雇されてしまい、プロフットボーラーを断念する。なお、この当時からグレート・ムタのファンでもあったことを公言している。

### プロレスラーへ

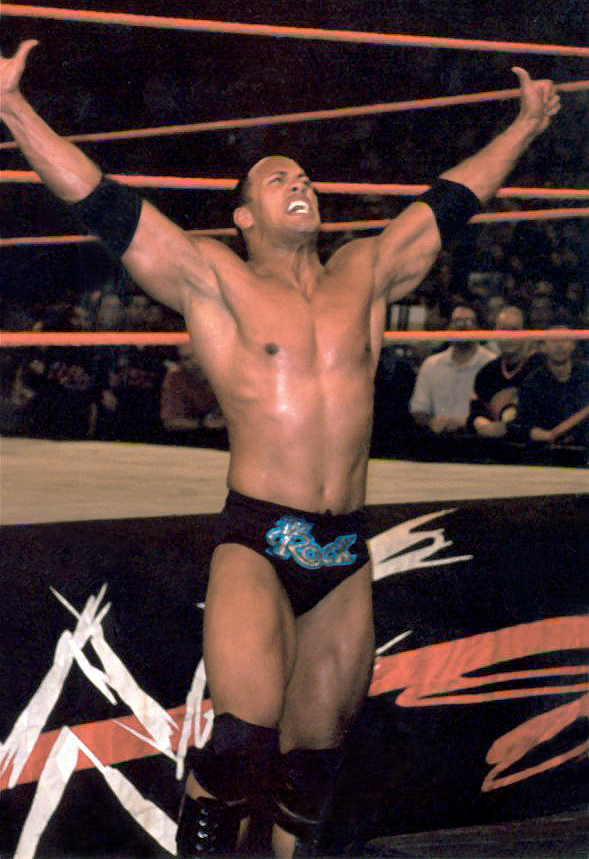

その後プロレスラー転向を目指し父とロン・スリンカーのコーチを受ける。その後パット・パターソンの紹介を得てWWF（当時）でトライアウトとしてテレビ収録のダーク・マッチで2回ほど試合を行う（この時はリングネームは無く本名だった）。その後、1995年にテネシー州メンフィスのUSWA（ジェリー・ジャレット&ジェリー・ローラー主宰）でデビュー。当時のリングネームはフレックス・カバーナ（Flex Cavanah）だった。この当時の一晩のファイトマネーは40ドルほど。
2度目のトライアウト（相手はオーエン・ハート）でついにWWFに昇格し、1996年11月にPPV大会サバイバー・シリーズでデビュー。当初は父と祖父の名前にあやかったロッキー・メイビアというリングネームで戦い、トリプルHを下してIC王座を獲得するなどしたが、注目を浴びなかったため方向転換を余儀なくされた（この時のギミックが「どこにでもいる好青年キャラ」で、あまりにも平凡すぎたために注目されることはなく、挙句の果てには典型的なベビーフェイスにもかかわらず徐々に「サイテー」などのヤジを浴びせられ始め、彼を正統派フェイスとして売り出そうとしていたビンス・マクマホンは「どこで間違ったんだ」と唖然としたようである）。

### ザ・ロック出現、そして団体の顔へ
1997年5月にヒールターンし、黒人至上主義のユニット、ネーション・オブ・ドミネーション（NOD）に加入。その後、NODのリーダーであったファルークと険悪になり、ユニットから追放し自らリーダーとなる。その後、本人の意向もありジム・ロスが「リングネームをザ・ロックに変更してはどうか」とビンスに提言し、これが了承される。同時にギミックに手が加えられ、コスチュームは無駄に派手なものから黒を基調としたショートタイツとブーツに変更し、髪を切った。これがザ・ロック誕生の経緯である。
当時のWWF王座戦線はブレット・ハートやショーン・マイケルズの独擅場だったため、IC王座を巡りオースチン、ケン・シャムロック、オーエン・ハートらと熾烈な抗争を展開。トリプルHとはそれぞれ率いるD-XとNODとの軍団抗争でも対決した。
1998年11月18日、サバイバー・シリーズで行われたWWF世界王者決定トーナメントを制し、当時最年少記録の26歳で王者となる。以降マンカインドやトリプルH、ジ・アンダーテイカーなどのライバル達とWWF王座を巡って名勝負、名インタビューを連発。圧倒的なカリスマ性とスラングを多用した毒舌トークなどの創造性を前面に押し出したキャラクターは、アティチュード期の多くのファンの心を掴むこととなり、瞬く間にスターダムへのし上がった。その人気ぶりはストーン・コールド・スティーブ・オースチンと並び、ひとたび彼が入場すれば、オースチン同様爆発するかの如き歓声が会場中に響き渡るほどである。また、オースチンとのWWF王座戦は2度に渡ってレッスルマニアのメインイベントに組まれており、これを含め4年連続で同大会のメインイベントを務め、2001年にWCWが吸収合併された際には、同団体のトップレスラーだったブッカー・TからサマースラムにてWCW王座を奪取するなど止まらぬ活躍を見せ、プロレス界における一時代を見事自分のものとした。結果、現在に至るまでこのギミックは貫かれており、ロックは団体の顔というべきスーパースターの一人となった。
2002年3月1日、日本の横浜アリーナで行われたWWEのハウス・ショー（日本公演）『SMACKDOWN TOUR LIVE IN JAPAN』で、プロレスラーとして初来日を果たす。この際行われたクリス・ジェリコとWWE統一ヘビー級王座を賭けた王座戦は、日本のファンをも熱狂させた。後にも先にも、日本で試合を行ったのはこの一度きりである。また、この際ゲストとしてかねてよりのファンであったグレート・ムタこと武藤敬司が解説席に招かれており、両者の対面がついに果たされることとなった。

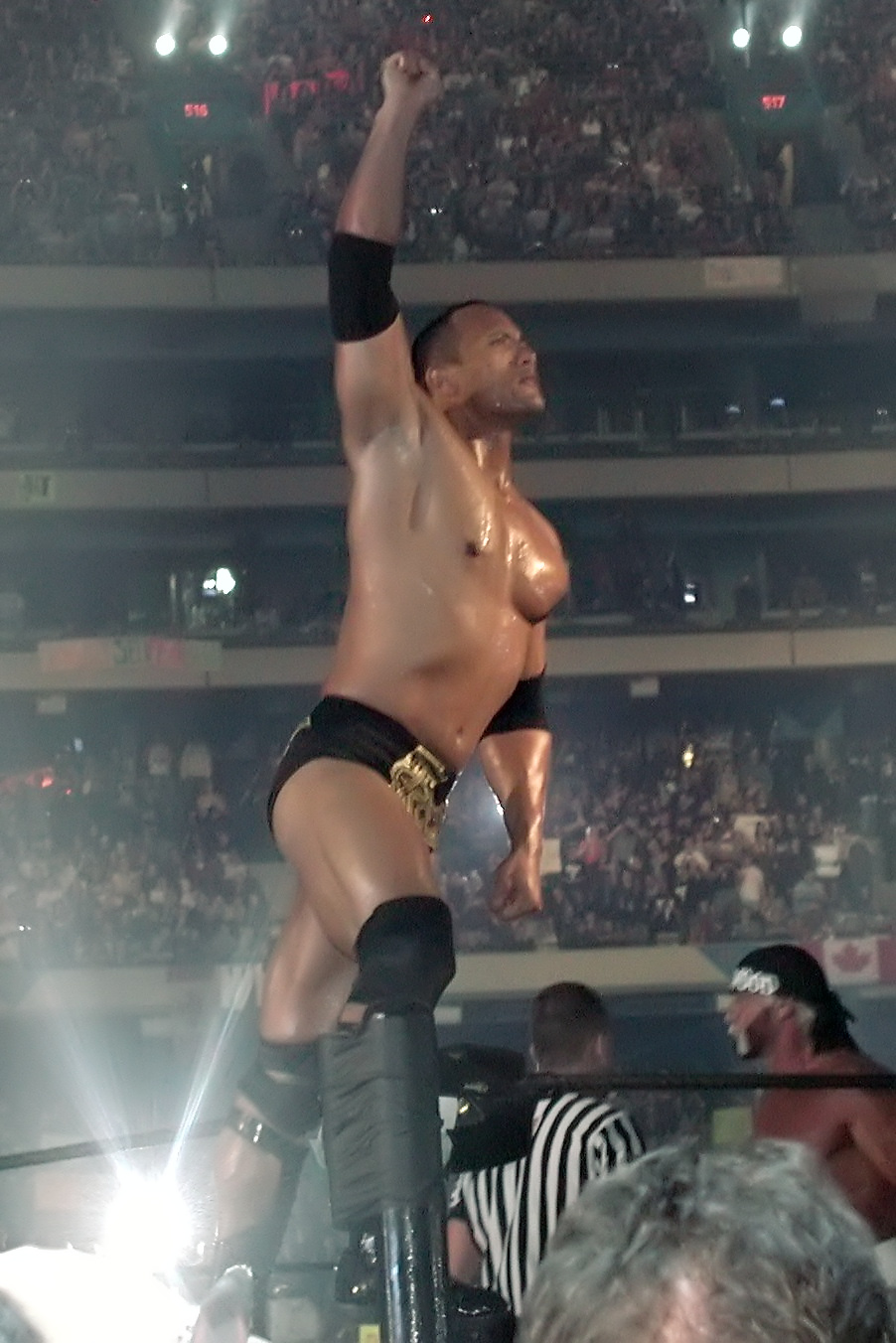
レッスルマニア18

その後は、かつての団体の顔的存在だったハルク・ホーガンらnWoと抗争。後にオースチンも加勢し、3月17日のWrestleMania X8で事実上のメインとして行われたホーガンとのシングルマッチは、「ICON vs ICON」（新旧象徴対決）と銘打たれ、その歴史的な試合意義も含め名勝負として名高い。

### 俳優へ
これに前後して『スタートレック:ヴォイジャー』、『ハムナプトラ2/黄金のピラミッド』へのゲスト出演をきっかけに映画俳優転向を志し、『スコーピオン・キング』で初めて主演を務めた。この作品の撮影からの復帰後にもWWE統一ヘビー級王座を獲得したが、サマースラムでブロック・レスナーに敗れて転落。またこの時期、一連の行動が熱狂的なWWEファンの反感を買い、その凄まじい人気ぶりとは裏腹に、再びブーイングが浴びせられる様子も多々見られた。
この影響もあってか、2003年1月にWWEに復帰すると、往年のキャラクター性は維持しつつも、映画スターとしてのキャリアを誇示するヒールに変貌を遂げる。この時のリングネームは特に変わっていないものの、ファンからは"ハリウッド" ザ・ロック（"Hollywood" The Rock）と呼ばれることがある。ノー・ウェイ・アウトではホーガンとの再戦、WrestleMania XIXではストーンコールドとの3度目となったレッスルマニアでの対戦（なおこれがストーンコールドの実質の引退試合となっている）、バックラッシュでは「WCW最後の大物」ビル・ゴールドバーグのWWE初試合と、世紀の対決を連発した。
2004年にはベビーフェイスに戻り、当時エボリューションと抗争していたかつての相棒ミック・フォーリーを助けるために3月1日のRAWに登場した。そして3月14日のWrestleMania XXではミック・フォーリーとのタッグ「ロックン・ソック・コネクション」を復活させ、エボリューションとのハンディキャップ・マッチを行ったが、試合には敗れた。5月17日にはジョナサン・コーチマンに口撃されていたユージンを助けるために突如登場。途中ユージンに「好きなレスラーはトリプルH」と言われてしまう一幕もあったが、二人でコーチマンを一蹴し大歓声を受けた。6月21日に自身の地元マイアミで行われたRAWにも登場している。そこでは自身と同じ三世スターであるランディ・オートンと口論となったため、GMのエリック・ビショフに追い出されるような形で会場を後にしたが、これを最後にロックはWWEのリングから7年弱もの間遠ざかることになった。
だが2007年3月12日には、RAWにビデオながら突如登場し、WrestleMania 23で行われるビンス・マクマホンの代理選手ウマガとドナルド・トランプの代理選手ボビー・ラシュリー勝負について語り、久々に決めゼリフも披露するなど、以降映像では度々番組に出演している。
2008年3月29日、祖父ピーター・メイビアと父ロッキー・ジョンソンのWWE殿堂入りを紹介するプレゼンターとして式典に姿を見せた。同年公開の映画『ゲット スマート』ではメインキャストの1人としてスパイを演じている。この年、米国の雑誌『エンターテインメント・ウィークリー』のインタビューに答え、「私はそのニックネームと共に全てを築いてきたことを承知しているが、そのネームバリューなしに何かもっと多くのことが出来ないものかずっと模索してきた。（私の名前が）“ザ・ロック”からドウェイン・“ザ・ロック”・ジョンソンへ、そしてドウェイン・ジョンソンへと変わるのは自然の成り行きなんだ」と語り、ザ・ロックというキャラクターと訣別する意思を持っていることを明らかにしていた。

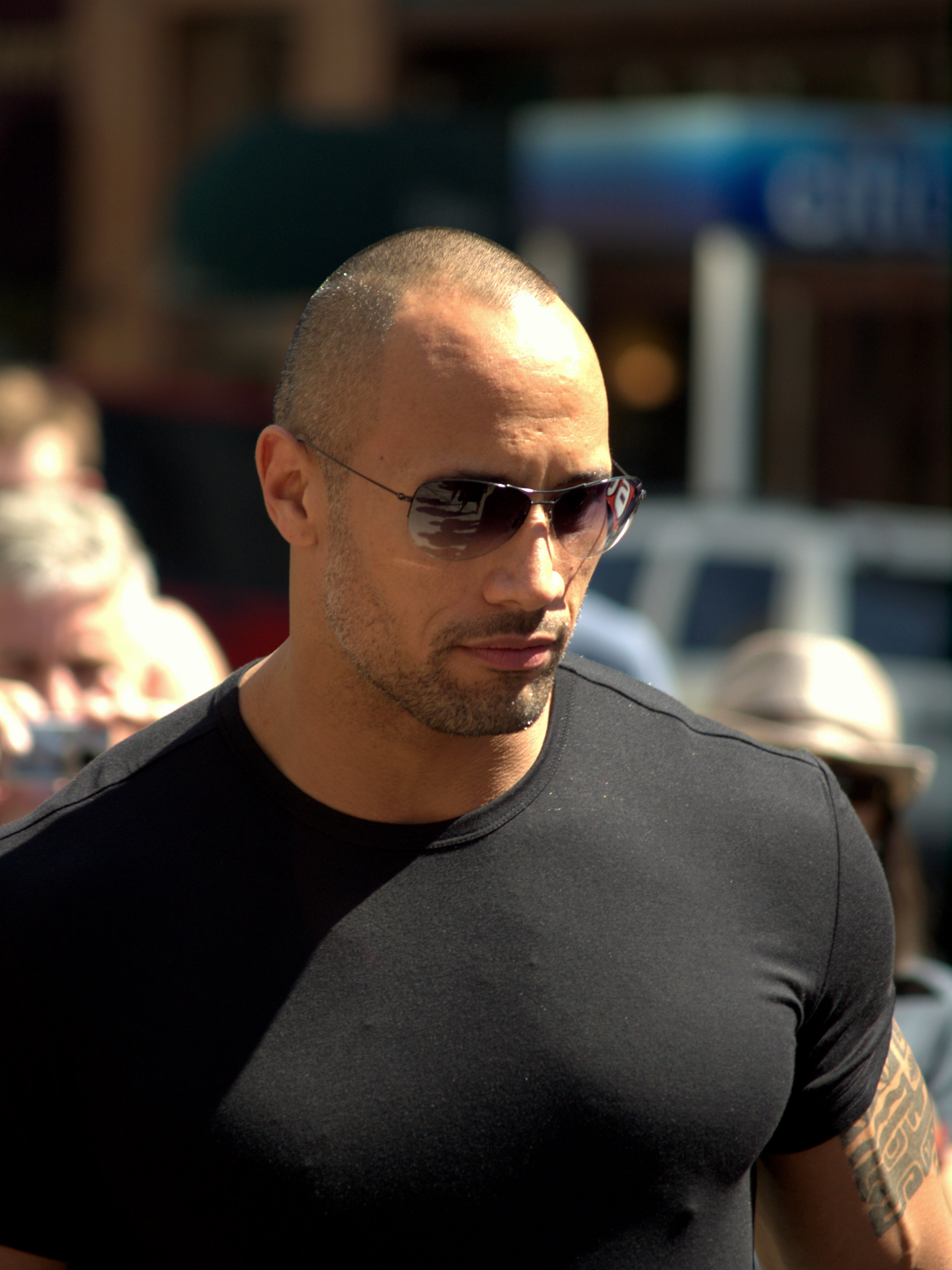
2009年

2009年には主演映画『ウィッチマウンテン/地図から消された山』は北米での公開週の興行成績が1位となるなど、俳優としての注目度および評価も徐々に上昇していった。同年、スマックダウン10周年記念放送にビデオメッセージで久々に出演。当初は自らをドウェイン・ジョンソンと名乗り映画スターとして落ち着いた口調で話していたが、次第にザ・ロックのキャラクターを思い出していき、最後は往年のロック節を聴かせ、復帰こそ明言しなかったものの、今なおスマックダウンの主役は自分であること、RAWのホストとしての出演を示唆するなどした。なお、2010年には『トランスフォーマープライム』にて第1話のみだが正義側のクリフジャンパー役で声優デビューしている。

### 2011年、復活
2011年2月14日、アナハイムで開催されたRAWにて、レッスルマニアのホストを務めるという形でおよそ7年ぶりにロックはWWEのリングに姿を現した。全盛期と変わらない大歓声で迎えられる中、往年の決め台詞を披露すると、現在もはや自分と同格の存在にあるジョン・シナと、当時のWWE王者ザ・ミズに対して痛烈なマイクアピールを行い、対決姿勢にあることを示唆した。そして迎えた4月のWrestleMania XXVIIではオープニングでマイクパフォーマンスを行うと、バックステージで往年のライバル・ストーンコールドと久々に対面した。
更に、メイン戦のザ・ミズとシナのWWE王座戦がダブルカウントアウトに終わるとすぐさま登場、その場で反則裁定なしでの再試合を命じる。すると再開直後にシナにロックボトムを見舞いシナの王座戴冠を阻む。運良く王座防衛したミズにもピープルズ・エルボーを浴びせた。翌日のRAWでシナの呼びかけに姿を表し、翌2012年のレッスルマニアXXVIIIでの一騎討ちを誓った。またこの試合へのカウントダウンもWWE公式サイト内で開始された。
5月2日のRAWは、ロックの誕生日スペシャルと銘打たれた。番組内ではアメリカテレビ界における著名番組のホスト、サミュエル・L・ジャクソンら映画俳優や、NBA選手らが祝福のコメントを寄せた。またピットブルがパフォーマンスを行った他、マイアが『Happy Birthday』を熱唱した。更に終盤にはビンス・マクマホンが登場、ディディの『Coming Home』をBGMに使用したトリビュートビデオを披露し、華を添えた。その後、久々に復活したタフイナフにゲスト出演、未来のWWEスーパースター達の目の前で、衰えを感じさせないリングワークを見せ付けた。他にも2011年の復活以降は様々な形でたびたびWWEの番組に登場している。
一方、正式な試合自体はレッスルマニアでの対シナ戦まで行わないのではとの憶測も飛んでいた。しかし2011年11月、R・トゥルースとザ・ミズのコンビに苦しめられていたジョン・シナによる指名を受け、マディソン・スクエア・ガーデンで開催されたサバイバー・シリーズでシナとタッグを組み、7年半ぶりにリング復帰を果たす。試合では「まだやれる」コールが巻き起こるなど健在振りを見せ、最後はミズを得意のスパインバスターからのピープルズ・エルボーで沈め見事勝利した。試合終了後にはシナにロック・ボトムを食らわせレッスルマニアでの対戦へ向け強いインパクトを残した。

### 2012年
そして迎えた2012年4月1日、レッスルマニア28にてジョン・シナとシングルで対戦。お互いに団体を代表する顔的存在となっているものの、観客はロックを支持する者が多く、シナが入場する際にはブーイングが多々あったが、ロックは大歓声の中入場し、奇しくもかつてのホーガン戦を思わせる光景となった。試合はシナに攻め込まれる場面がみられるも、スパイン・バスターやピープルズ・エルボー、ロック・ボトムなど全盛期を彷彿とさせる動きを見せ観客を大いに沸かせる。試合はお互いの必殺技を出し合いながら30分以上の激闘となり、試合後半は疲れが見えたものの、最後はシナがピープルズ・エルボーを模したところへカウンターのロック・ボトムを放ちそのまま3カウント。1年にわたる長い抗争は、ロックの勝利となった。
7月23日のRAW1000回特番に再び登場し、2013年1月に行われるロイヤルランブルにてWWE王座に挑戦することを発表した。その後、同日行われていたCMパンク対ジョン・シナのWWE王座戦に乱入したビッグ・ショーを制するため自身も乱入したものの、ピープルズ・エルボーの最中にCMパンクからの攻撃を受け、ダウンさせられた。

### 2013年 - 2014年

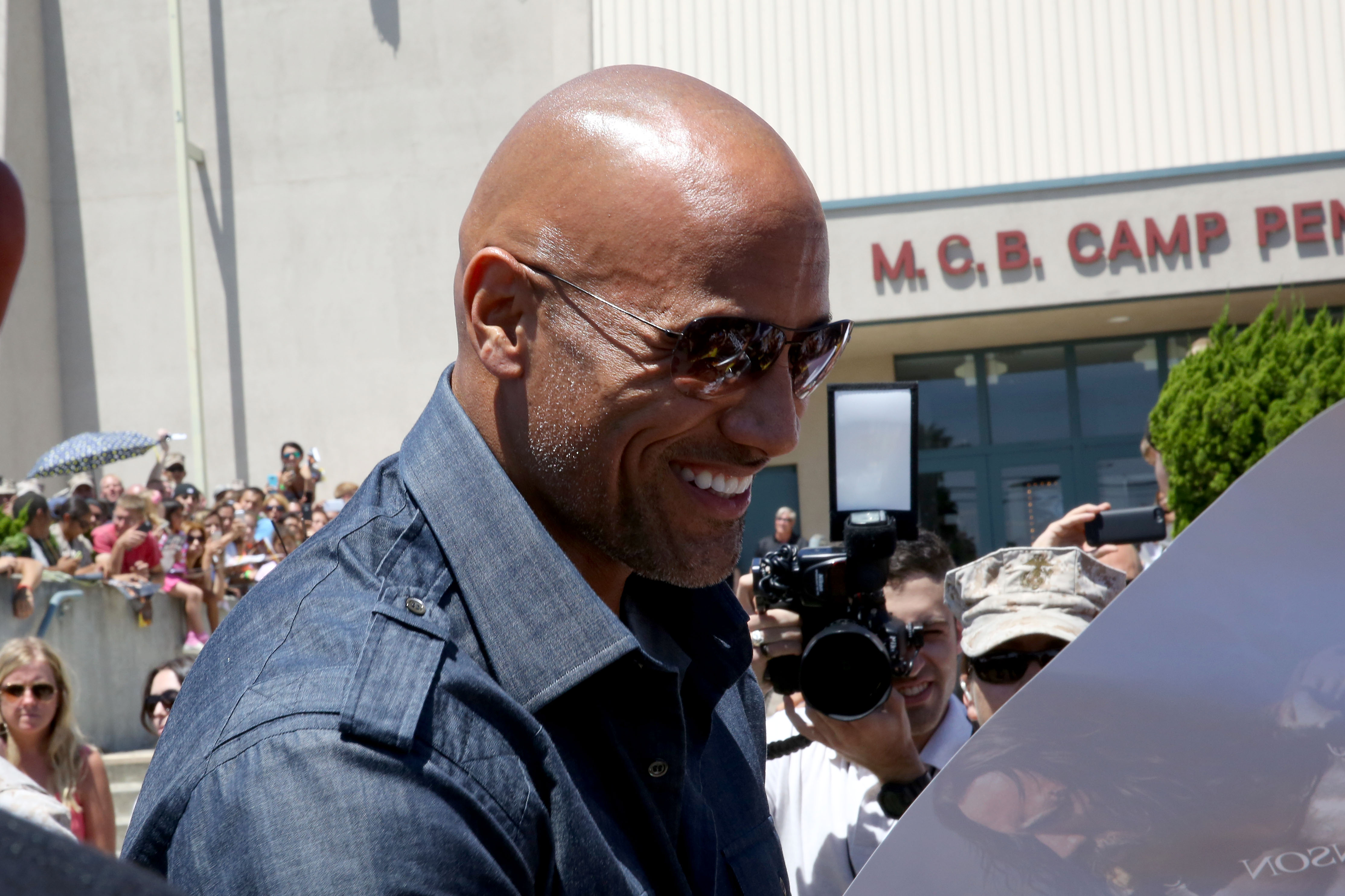
2013年

前述のロイヤルランブルにてWWE王者CMパンクと対戦。一度は第三者の介入もあり、CMパンクに敗れるが、直後にマクマホン会長の指示で再試合が行われ、ピープルズ・エルボーでフォール勝ちを収め、11年ぶりにWWE王座を獲得した。
4月7日に行われたレッスルマニア29のメインイベントでも、シナとのシングルマッチが行われ、激闘の末に破れWWE王座を失った。
2014年4月6日に行われたレッスルマニア30で、レジェンドのホーガン、オースチンらと再会し、トークをしあった。（本番前では、バックステージで仲睦まじい様子が映された。）

### 2015年 - 2017年

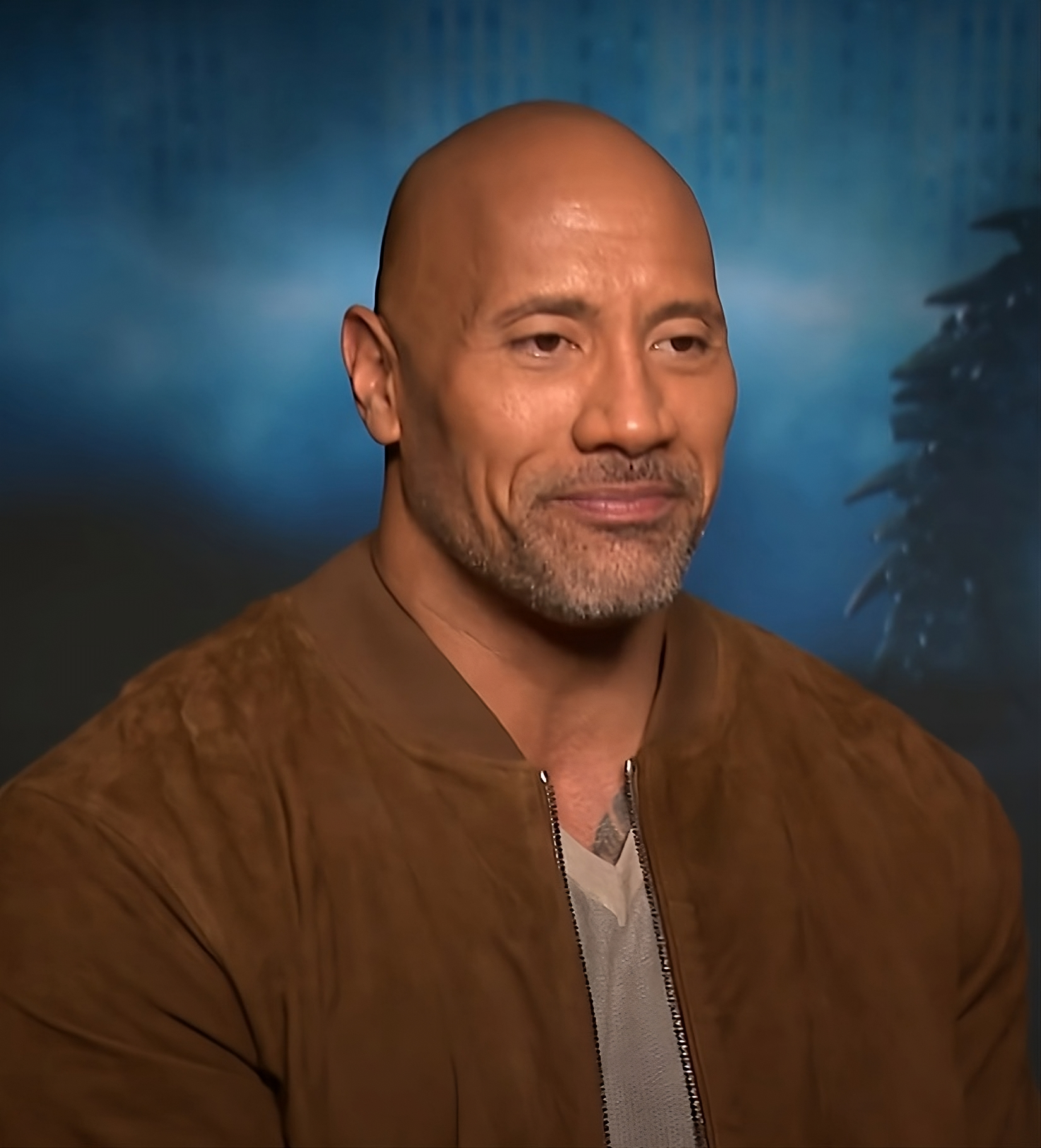
2018年

1月25日に行われたロイヤルランブルのバトルロイヤル戦に登場して、親戚のロマン・レインズの優勝を祝福する。
2015年、3分間で自撮り写真を105枚撮影したとしてギネス世界記録に認定されたが、翌2016年にドニー・ウォルバーグが122枚の記録を出しその記録は破られた。その年、米フォーブス誌の「最も稼いだ男優2016」で第1位を獲得。推定収入は6,450万ドル。また、米娯楽誌ピープルの『最もセクシーな男性』に選ばれ、
同時期、 
さらに2017年、米Apple社のアプリケーション「Siri」のCM『The Rock×Siri』に出演し、日本でも放送された。

### 2019年 - 2022年
2016年に行われたレッスルマニア32でのエリック・ローワン戦以降、ザ・ロックとしては全く試合を行っておらず、颯爽と現れてはマイクパフォーマンスやフィニッシャーを放つのみに留めていた。このことからファンの間で、レスラーとしてはセミリタイア状態になっているのではと噂されていたが、2019年8月1日、米テレビ番組に出演し、レスリングからは引退したと公言した。
2019年8月18日、ハワイにて12年来の恋人と挙式した。ドウェイン自身2度目の結婚になる。
2020年8月、XFLをレッドバード・キャピタルと共同で買収し共同オーナーに就任することが発表され、2023年2月にシーズンが開幕された。2024年にXFLはUSFLと統合されてUFLとなり、ジョンソンはその出資者となった。
2020年9月27日、アメリカ合衆国大統領選挙で民主党候補であるジョー・バイデンの支持を表明した。
2021年7月、映画「ワイルド・スピードシリーズ」にてアメリカ外交保安部（DSS）の凄腕捜査官であるルーク・ホブス役を務めていたが、主演のヴィン・ディーゼルとの確執問題で対立状態となり、今後製作される続編には出演しないとThe Hollywood Reporterのインタビューで明かした。しかし後に両者が和解したことが報じられ、この問題は解決に向かうこととなった。
2021年2月16日、米NBCにて若き日のドウェイン・ジョンソンを描く伝記ドラマ「ヤング・ロック」が放送された。

### 2023年 - WWE再復帰、TKO取締役就任へ
2023年9月15日、WWEのSmack Down!に数年ぶりに登場。オースティン・セオリーにスパイン・バスター、ピープルズ・エルボーを放った。
その後2024年1月1日のWWE·RAWにも登場。ジンダー・マハルを毒舌と必殺技で圧倒すると、「"議長の席"に座るべきか？」と親戚のローマン・レインズとの対戦を示唆した。これはアノアイ・ファミリー対決としてドリームマッチとされつつ中々実現しなかったカードであった。
1月24日、前年にWWEの親会社となったTKOホールディングスは、ドウェイン・ジョンソンを取締役に迎え、更にWWEから"ザ・ロック"の商標などの権利がジョンソンに渡ると発表。
一方、1月28日の男子ロイヤルランブル戦で連覇したコーディ・ローデスが前年レッスルマニア39で敗れた統一王者レインズにリベンジを期待される中、2月2日のSmackDownにて対戦を譲るとしロックが登場、レインズと睨み合い大歓声が起こった。 
ところが日を経るごとにやや強引なマッチメイクや、ロックのTKO取締役就任の契約にレッスルマニアでのレインズ戦の条項が含まれていたとの噂に対してSNSやWWE興業でローデスへの支持とロックへのブーイングが起こり混沌とした雰囲気が見られ始め、ロックの元に殺害を仄めかす投稿が送られるまでの事態となった。
2月8日、レッスルマニアキックオフと題する大規模な会見イベントが開催。ここでレインズは一方的にロックとの対戦を宣言、ロックも家系図や血統を誇示し尊大に同調。しかしローデスが待ったをかけ、自分こそがレインズと対戦すると宣言。レインズとロックは猛反発し、ロックがローデスに平手打ち、世界ヘビー級王者セス・ロリンズも巻き込んだ乱闘寸前に。
イベント後、レインズvsローデスが正式発表され、ロックはSNSでSmackDownなどで権力の行使も辞さないと介入を示唆、自らをラストボス（The Final Boss）と名乗り、事実上2003年以来のヒールターンとなったことで、一連のマッチメイク騒動は取締役就任と商標権利の譲渡を除いて全てアングル上のものであったことが明らかとなった。
その後ブラッドラインに加入、レインズをリーダーとして「承認」した。
2024年4月のレッスルマニア40Day1のメインイベントでローマン・レインズと組み、コーディ・ローデス&セス・ロリンズ組と対戦。試合はザ・ロックがローデスをピンフォールし勝利。翌Day2の王座戦はブラッドラインルールで行われることとなった。

## 得意技

### フィニッシュ・ホールド

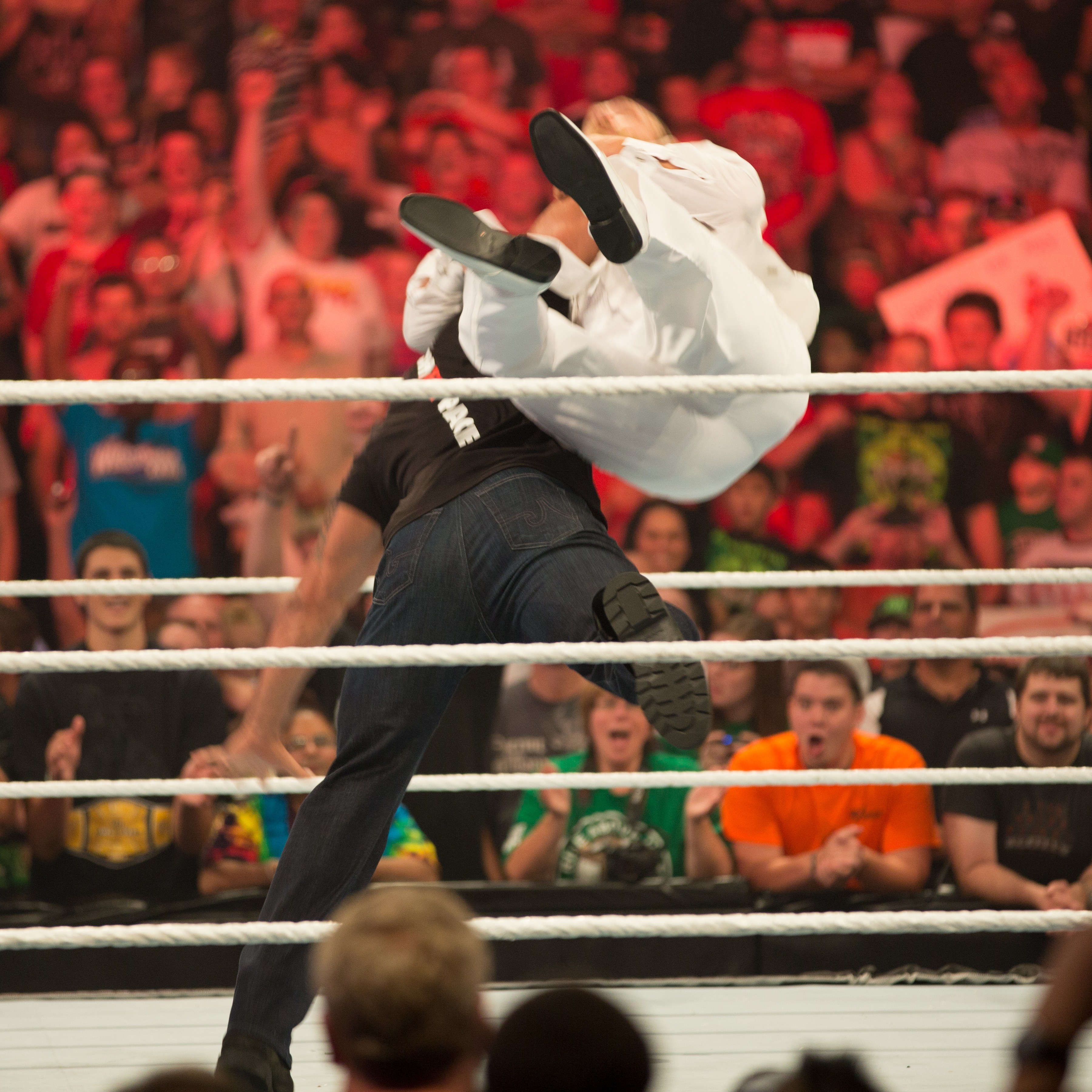
ロック・ボトム
フィニッシュホールド。
タックルに行く形で相手の腋下に体を挿し込み、同時に右手で肩と腕をロック、そのまま片手で持ち上げて宙に浮き、全体重を乗せて叩きつける技。
ピープルズ・エルボー
フィニッシュホールド。
通称「スポーツエンターテイメント界一シビれる技」。ダウンしている相手に対してロープ間を1往復してから肘を落とす。
アクションが重要な技で観客も一体になって盛り上がる。そのパフォーマンス性の高さからロックは「娯楽スポーツ界最高の美技（The most electrifying move in sports entertainment）」と自称していた。

### その他得意技
スパイン・バスター
ピープルズ・エルボーへの繋ぎとして用いられることが多い。
DDT
パンチを連発した後や、相手の腕を捻った後に首を捕らえて非常に素早く行う。この後にキップアップで跳ね起きることも多かった。
シャープシューター
ロックの場合は深く腰を落とすことは無い。
ナックル・パンチ連打からの張り手
非常に派手なモーションながらも素早くパンチを連打して平手を掲げてから張り手で締めくくる。
クローズライン
フライング・クローズライン
スープレックス
スーパープレックス
フィッシャーマン・スープレックス
ベリー・トゥ・ベリー・スープレックス
サモアン・ドロップ
これらのいくつかの技は試合の流れを変える時に繰り出す。
ショルダー・バスター
ダイビング・クロス・ボディ
若手時代に使用していた。

## 主な語録
- Just bring it!!

（かかってこい!）
- If you smell what The Rock is cookin'!

（ロック様の妙技を、たっぷりと、味わうがいい!）
後にピープルズ・アイブロー（皆の眉毛）を上げるのが「お約束」である。
なお、この決めゼリフはビンス・マクマホンの提案によってできたものである（自伝「ザ・ロック」の記載より）。
- Finally The Rock has come back to ○○!

（ついに、ロック様が、○○に帰ってきたぞ!）
空白部分には興行をする地名が入る。今まで訪れたことのない土地であったとしても「お約束」としてインタビュー中にこの言葉を叫ぶ。出身地であるフロリダ州マイアミで興行が行われた際には「Finally The Rock has come back home」とアレンジしたこともある。
- Know your role, and Shut your Mouth!

（身の程を知れ、そして黙れ!）
- Lay the SmackDown Hotel!

（お仕置きホテルにぶち込んでやる!）
WWEがウィークリー番組として放送している「SmackDown（現・SmackDown LIVE）」の番組名はこの発言から取られている。
- It doesn't matter what you○○!

（貴様の○○など関係なし!）
まず相手に質問し、相手が喋り出すと同時に叫ぶ。空白部分にはロックが質問したこと（think「考え」やwant「希望」など）が入る。
- Boot to Asses!

（ケツにお仕置き）
- パイ（Pie） - 女性器のこと。特にリリアン・ガルシアに対して使う事が多かった。
- シュトルーデル（Strudel） - 男性器のこと。
- ジャブローニ（Jabroni） - 負け犬。ジョバーをイタリア語風にアレンジした造語。

このほかにロック自身の言葉ではないが、インタビュー中に会場のファン達が「ロッキー!」とコールし、ロックはインタビューを中断してそのコールに耳を傾けるという「お約束」もある。これは控室の選手、そして視聴者を惹きつけるためである。このため、ロックのインタビューは事前収録されず、必ずその場で収録されるという。

## 獲得タイトル
WWE

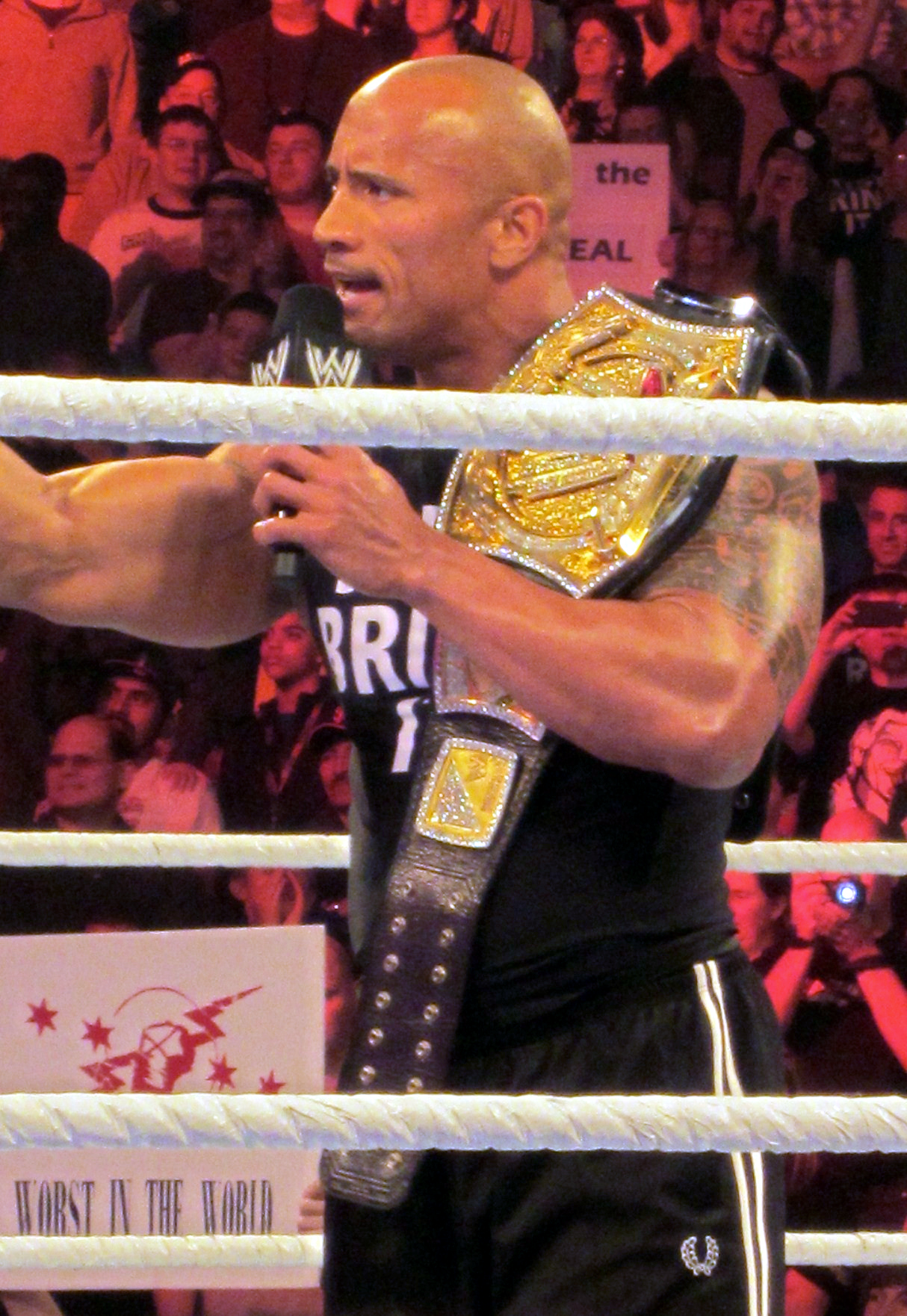

WWF王座/WWE統一王座/WWE王座 : 8回
WWFインターコンチネンタル王座 : 2回
WWFタッグチーム王座 : 5回 (w/ミック・フォーリーx3、ジ・アンダーテイカーx1、クリス・ジェリコx1)
ロイヤルランブル1999優勝
WCW王座 : 2回

USWA
USWA世界タッグ王座 :2回

## 入場曲
- Electrifying

2011年 -
- Is Cooking

2003年 - 2004年初期に使用。2つのバージョンがある。
- If You Smell...

2001年 - 2003年初期に使用。
- Know Your Role

1999年 - 2001年、2004年、2007年、2008年、2009年に使用。
- Do You Smell

1998年 - 1999年に使用。複数のバージョンが存在する。
- People's Champion
- Power

NOD時代に使用。
- Destiny

ロッキー・メイビア時代に使用。
- Blue Chipper
- Crank It Up

## フィルモグラフィ

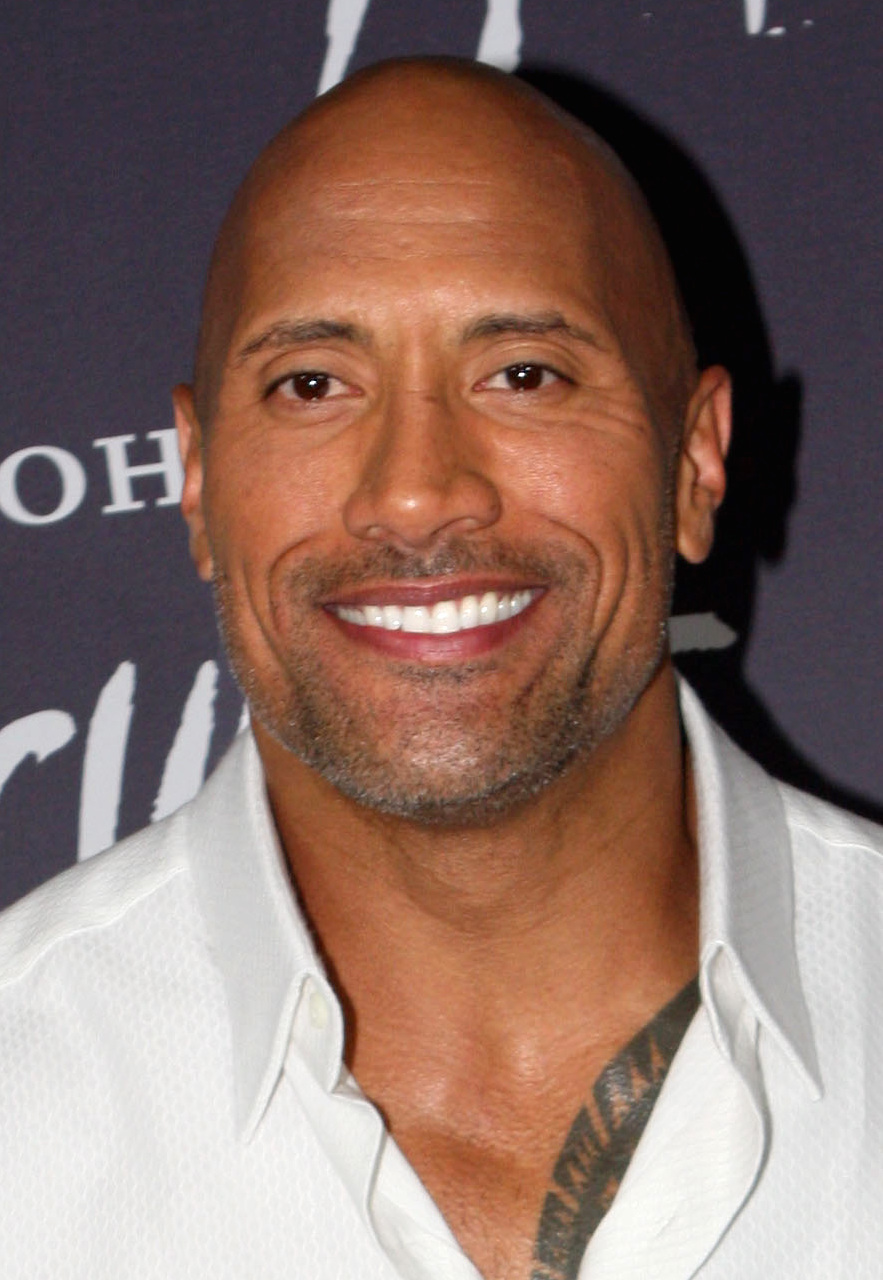
2014年

※役名の太字表記は主演。

### 映画
| 年   | 題名                                                                    | 役名                                                                              | 備考                                          | 吹き替え                                                               |
| ---- | ----------------------------------------------------------------------- | --------------------------------------------------------------------------------- | --------------------------------------------- | ---------------------------------------------------------------------- |
| 2001 | ハムナプトラ2/黄金のピラミッド The Mummy Returns                        | スコーピオン・キング                                                              | ザ・ロック名義                                | 原語音声（ソフト版） 高田延彦（フジテレビ版） 郷里大輔（テレビ朝日版） |
| 2002 | スコーピオン・キング The Scorpion King                                  | スコーピオン・キング（マサイアス）                                                | ザ・ロック名義                                | 小山力也（ソフト版） 東地宏樹（日本テレビ版）                          |
| 2003 | ランダウン ロッキング・ザ・アマゾン The Rundown                         | ベック                                                                            | ザ・ロック名義                                | 小山力也（ソフト版） 東地宏樹（テレビ東京版）                          |
| 2004 | ワイルド・タウン/英雄伝説 Walking Tall                                  | クリス・ヴォーン                                                                  | ザ・ロック名義                                | 楠大典                                                                 |
| 2005 | Be Cool/ビー・クール Be Cool                                            | エリオット・ウィルヘルム                                                          | ザ・ロック名義                                | 高瀬右光                                                               |
| 2005 | DOOM Doom                                                               | サージ                                                                            | ザ・ロック名義                                | 石塚運昇                                                               |
| 2006 | サウスランド・テイルズ Southland Tales                                  | ボクサー・サンタロス / ジェリコ・ケイン                                           |                                               | 小山力也                                                               |
| 2006 | ギャングスターズ 明日へのタッチダウン Gridiron Gang                     | ショーン・ポーター                                                                |                                               | 小山力也                                                               |
| 2007 | ポリス・バカデミー/マイアミ危機連発! Reno 911!: Miami                   | リック・スミス                                                                    | クレジットなし                                | （吹き替え版なし）                                                     |
| 2007 | ゲーム・プラン The Game Plan                                            | ジョー・キングマン                                                                |                                               | 楠大典                                                                 |
| 2008 | ゲット スマート Get Smart                                               | エージェント23                                                                    | 楠大典（ソフト版） 小杉十郎太（テレビ朝日版） |                                                                        |
| 2009 | ウィッチマウンテン/地図から消された山 Race To Witch Mountain            | ジャック・ブルーノ                                                                | 楠大典                                        |                                                                        |
| 2010 | 妖精ファイター Tooth Fairy                                              | デレク・トンプソン                                                                | 楠大典                                        |                                                                        |
| 2010 | アザー・ガイズ 俺たち踊るハイパー刑事! The Other Guys                   | クリストファー・ダンソン                                                          | 株田裕介                                      |                                                                        |
| 2010 | ファースター 怒りの銃弾 Faster                                          | ドライバー                                                                        | 楠大典                                        |                                                                        |
| 2011 | ワイルド・スピード MEGA MAX Fast Five                                   | ルーク・ホブス                                                                    | 小山力也（劇場公開版） 不明（機内上映版）     |                                                                        |
| 2012 | センター・オブ・ジ・アース2 神秘の島 Journey 2: The Mysterious Island   | ハンク・パーソンズ                                                                | 大塚明夫                                      |                                                                        |
| 2013 | ペイン&ゲイン 史上最低の一攫千金 Pain & Gain                            | ポール・ドイル                                                                    | 楠大典                                        |                                                                        |
| 2013 | G.I.ジョー バック2リベンジ G.I. Joe: Retaliation                        | ロードブロック                                                                    | 楠大典                                        |                                                                        |
| 2013 | オーバードライヴ Snitch                                                 | ジョン・マシューズ                                                                | 楠大典                                        | 兼製作                                                                 |
| 2013 | ワイルド・スピード EURO MISSION Fast & Furious 6                        | ルーク・ホブス                                                                    |                                               | 小山力也                                                               |
| 2013 | 11ミリオン・ジョブ Empire State                                         | ジェームズ・ランソン                                                              | ビデオ映画                                    | 楠大典                                                                 |
| 2014 | ヘラクレス Hercules                                                     | ヘラクレス                                                                        |                                               | 楠大典                                                                 |
| 2015 | ワイルド・スピード SKY MISSION Fast & Furious 7                         | ルーク・ホブス                                                                    | 小山力也                                      |                                                                        |
| 2015 | カリフォルニア・ダウン San Andreas                                      | レイモンド・"レイ"・ゲインズ                                                      | 楠大典                                        |                                                                        |
| 2016 | セントラル・インテリジェンス Central Intelligence                       | ボブ・ストーン                                                                    | 景浦大輔                                      |                                                                        |
| 2016 | モアナと伝説の海 Moana                                                  | マウイ                                                                            | 声の出演                                      | 尾上松也                                                               |
| 2017 | ワイルド・スピード ICE BREAK The Fate of the Furious                    | ルーク・ホブス                                                                    |                                               | 小山力也                                                               |
| 2017 | ベイウォッチ Baywatch                                                   | ミッチ・ブキャナン                                                                | 兼製作総指揮 日本劇場未公開                   | 小山力也                                                               |
| 2017 | ジュマンジ/ウェルカム・トゥ・ジャングル Jumanji: Welcome to the Jungle  | スモルダー・ブレイブストーン                                                      | 兼製作総指揮                                  | 楠大典                                                                 |
| 2018 | ランペイジ 巨獣大乱闘 Rampage                                           | デイビス・オコイエ                                                                | 兼製作総指揮                                  | 楠大典                                                                 |
| 2018 | スカイスクレイパー Skyscraper                                           | ウィル・ソーヤー                                                                  | 兼製作                                        | 楠大典                                                                 |
| 2019 | ファイティング・ファミリー Fighting with My Family                      | 本人役                                                                            | 兼製作総指揮                                  | 楠大典                                                                 |
| 2019 | シャザム! Shazam!                                                       | N/A                                                                               | 製作総指揮                                    | N/A                                                                    |
| 2019 | ワイルド・スピード/スーパーコンボ Fast & Furious Presents: Hobbs & Shaw | ルーク・ホブス                                                                    | 兼製作                                        | 小山力也                                                               |
| 2019 | ジュマンジ/ネクスト・レベル Jumanji: Next Level                         | スモルダー・ブレイブストーン                                                      | 兼製作                                        | 楠大典                                                                 |
| 2021 | ジャングル・クルーズ Jungle Cruise                                      | フランク・ウルフ                                                                  | 兼製作                                        | 小山力也                                                               |
| 2021 | フリー・ガイ Free Guy                                                   | 銀行強盗 #2                                                                       | 声の出演（カメオ出演）                        | 不明                                                                   |
| 2022 | DC がんばれ!スーパーペット DC League of Super-Pets                      | クリプト / バーク・ケント / スーパードッグ テス・アダム / ブラックアダム アヌビス | 声の出演 兼製作                               | 楠大典                                                                 |
| 2022 | ブラックアダム Black Adam                                               | テス・アダム / ブラックアダム                                                     | 兼製作                                        | 楠大典                                                                 |
| 2023 | ワイルド・スピード/ファイヤーブースト Fast X                            | ルーク・ホブス                                                                    | カメオ出演                                    | 小山力也                                                               |
| 2023 | ワンス・アポン・ア・スタジオ -100年の思い出- Once Upon a Studio         | マウイ                                                                            | 声の出演 短編映画                             | 尾上松也                                                               |
| 2024 | レッド・ワン Red One                                                    | カラム・ドリフト                                                                  | 兼製作                                        | 楠大典                                                                 |
| 2024 | モアナと伝説の海2 Moana 2                                               | マウイ                                                                            | 声の出演                                      | 尾上松也                                                               |
| 2025 | The Smashing Machine                                                    | マーク・ケアー                                                                    | 兼製作 ポストプロダクション                   | TBD                                                                    |
| 2026 | モアナと伝説の海 Moana                                                  | マウイ                                                                            | 兼製作 撮影中                                 | TBD                                                                    |
| TBA  | Monster Jam                                                             | モンスタートラックドライバー                                                      |                                               | TBD                                                                    |
| TBA  | Breakthrough                                                            | 教祖                                                                              |                                               | TBD                                                                    |

#### WEB配信映画
| 年   | 題名                          | 役名               | 配信局  | 備考   | 吹替   |
| ---- | ----------------------------- | ------------------ | ------- | ------ | ------ |
| 2021 | レッド・ノーティス Red Notice | ジョン・ハートリー | Netflix | 兼製作 | 楠大典 |

### テレビ
| 年                           | 題名                                                             | 役名                         | 備考                                                       | 吹き替え           |
| ---------------------------- | ---------------------------------------------------------------- | ---------------------------- | ---------------------------------------------------------- | ------------------ |
| 1999                         | ザット'70sショー That '70s Show                                  | ロッキー・ジョンソン         | 第1シーズン第15話「レスリング観戦」                        |                    |
| 1999                         | ザ・インターネット The Net                                       | ブロディ                     | 第20話「Last Man Standing」                                |                    |
| 2000                         | スタートレック:ヴォイジャー Star Trek: Voyager                   | チャンピオン                 | 第6シーズン第15話「囚われのファイター」                    | 楠見尚己           |
| 2000, 2002, 2009, 2015, 2017 | サタデー・ナイト・ライブ Saturday Night Live                     | 本人（ホスト）               | 計5話出演                                                  | N/A                |
| 2007                         | シークレット・アイドル ハンナ・モンタナ Hannah Montana           | 本人役                       | 第2シーズン第17話「私がパパラッチ!」                       |                    |
| 2009                         | ウェイバリー通りのウィザードたち Wizards of Waverly Place        | 本人役                       | 第2シーズン第15話「美術の先生」                            | 滝知史             |
| 2010                         | ファミリー・ガイ Family Guy                                      | 本人役                       | 第8シーズン第10話「Big Man on Hippocampus」                |                    |
| 2010                         | 超ロボット生命体 トランスフォーマー プライム Transformers: Prime | クリフジャンパー             | 声の出演 第1話「完全変形!トランスフォーマー登場」          | 杉山紀彰           |
| 2015-2019                    | ballers/ボーラーズ Ballers                                       | スペンサー・ストラスモア     | 計47話出演 兼製作総指揮                                    | （吹き替え版なし） |
| 2019-2020                    | The Titan Games                                                  | 本人（ホスト）               | 兼企画・製作総指揮                                         | N/A                |
| 2021-2023                    | Young Rock                                                       | 大人のドウェイン・ジョンソン | 声の出演、ナレーター 兼企画・製作総指揮                    | N/A                |
| 2024                         | Mr. マクマホン: 悪のオーナー Mr. McMahon                         | 本人                         | ドキュメンタリー作品 計3話出演 NetflixオリジナルTVシリーズ | 楠大典             |

## その他
- WWEのスーパースターであると同時にハリウッドスターでもあり、それ故にレスラーとしての来日は難しい状況にある。もし、レスラーとしてブッキングする場合、「プライベートジェット機の使用」「ボディーガードを最低でも5人は用意する」「ギャラも1～2億では無理」と武藤敬司がインタビューで発言しており[29]、2023年に武藤の引退試合の相手として候補に挙げられ、実際に交渉も行ったが、数十億という高額のファイトマネーを提示し、武藤側が交渉を断念している[30]。
- その武藤敬司とはレスラーとしての現役時代にWWEのジャパンツアー、ならびに俳優転向後に映画「ヘラクレス」のジャパンプレミアで来日した際に対面している。後者の時には「この場でグレート・ムタ（武藤）にお会いできる事は正に光栄なことです。ピープルズ・エルボーは彼に影響されて作った技なんです」と公の場で明かした事で、武藤から冗談交じりに「ロイヤリティ欲しいですよね、How many times to use my elbow？（何回その技使ったの？）」と直接問いかけられるも「Only one.（一回だけ）」と笑顔で冗談を返し、会場を沸かせた[31][32]。
- ショーン・マイケルズとは一度も対戦したことがない。その理由に関してはロックが活躍した時期がマイケルズが引退した後で、マイケルズが復帰した時期がロックがハリウッドに仕事を移した後というタイミングのズレが原因だと思われている。ただし、「ザ・ロック」としてブレイクする以前の「ロッキー・メイビア」時代はマイケルズもWWFに所属している。（他にも不仲説などがあるが、これは決定的な証拠がないため断言できない。）
なお、（マイケルズと浅からぬ因縁のある）ブレット・ハートは「ショーンとハンター（トリプルH）はロッキー・メイビアをとにかく激しく嫌っていた」という不仲というよりマイケルズが一方的にロックを嫌っていた旨を後年、ポッドキャストで明かしている。
- 5歳の頃に、スティーヴ・リーヴス主演の『ヘラクレス』を見て、高校や大学でギリシャ神話やヘラクレスの12の難業を学び、ヘラクレスは肉体にしみ込んでいった。ブレット・ラトナーに会ったとき、「僕はこの役を演じるために生まれてきた」とまで言い、夢がかなったと感じている[33]。
- 2015年10月、アンダーアーマーと「世の中の男性、女性、子ども達を貪欲で謙虚で最も勤勉な人間に変えることができる、そんな革新的でカッコイイ商品を作る」ことを目標にパートナーシップを締結し、ブランド「PROJECT ROCK」シリーズを展開。日本では2018年3月に初めて展開された。
- 2021年12月オンラインゲーム「フォートナイト」のゲーム内イベント「ジ・エンド」においてファウンデーションの中の人物として、ゲーム内でのビジュアルで登場。
- 2021年、Netflix映画『レッド・ノーティス』のプロモーションの一環としてインタビューに応じ、「次のジェームス・ボンド俳優になりたい」と語った[34]。
- NBCが放送する生放送のスケッチコメディ番組サタデー・ナイト・ライブ（SNL）のホスト（メインゲスト）を5度務めており「Five-Timers Club」のメンバーである。
SNLではトラッシュトークをする80年代風のWWEのレスラー役や、当時のバラク・オバマ合衆国大統領が怒りで筋骨隆々になり国内問題を物理的に解決する「The Rock Obama」シリーズ、更には自身が出演するワイルド・スピードシリーズ風にリメイクされたバンビ（の予告編）のバンビ役など自身のバックボーンやパブリックイメージを存分に活かした様々な役を演じている。また、番組冒頭のモノローグでは客席に座っていたトリプルHが舞台に乱入してトラッシュトークも応酬をしたこともある[35]。

## 日本語吹き替え
主に担当しているのは、以下の二人である。
楠大典
2004年の『ワイルド・タウン/英雄伝説』で初担当。『ジュマンジシリーズ』、『ブラックアダム』をはじめとして、現在は専属（フィックス）に近い形でアニメ作品も含めた大半の作品を吹き替えており、「ドウェインの吹き替えでお馴染み」と評されるほどに定着している。
楠自身もドウェインのファンであることを公言しており、彼の演技について「ドウェインは最初の作品から見ていますが、コメディからシリアスまで色んな役をこなせる凄い役者さんで、振り幅が広い演技プランは役者としてもとても勉強になります」と敬意を払っていることを明かしている。
小山力也
『スコーピオン・キング』などデビュー初期の作品から担当。楠の次に多く吹き替えている。『ワイルド・スピード』シリーズに関しては、楠がヴィン・ディーゼル演ずるドミニク・トレットの吹き替えを務め、ドウェイン演ずるルーク・ホブス役は小山が担当している。そのほかにも、2017年の『ベイウォッチ』や、2021年の『ジャングル・クルーズ』でも吹き替えを担当し、楠と分け合う形での持ち役となっている。小山はドウェインの演技について「鋼のアクションに加えコメディーのセンスも抜群」と絶賛している。
このほかにも、東地宏樹、大塚明夫、小杉十郎太、石塚運昇、楠見尚己なども声を当てたことがある。